# Dora Vajda
Dora Vajda (* 20. Jahrhundert) ist eine deutsche Filmeditorin aus Köln.

## Leben
Dora Vajda ist seit Ende der 1990er Jahre als Filmeditorin tätig, die ersten Jahre noch als Schnitt-Assistentin. Zu ihren Arbeiten gehören Spielfilme, Serien und zahlreiche Tatort-Episoden des WDR. 2004 gründete sie ihre eigene Postproduktionsfirma Picture Pan in Köln-Neustadt-Nord.

## Filmografie (Auswahl)
- 2002: Schimanski: Asyl
- 2002: Tatort: Verrat
- 2003: Was nicht passt, wird passend gemacht (Fernsehserie, 7 Folgen)
- 2006: Wut
- 2006: Tatort: Blutdiamanten
- 2007: Du gehörst mir
- 2008: Tatort: Verdammt
- 2008: Mein Freund aus Faro
- 2008: Tatort: Brandmal
- 2008: Das Duo: Sterben statt erben
- 2009: Tatort: Höllenfahrt
- 2009: Tatort: Mit ruhiger Hand
- 2009: Tatort: Platt gemacht
- 2010–2011: SOKO Leipzig (Fernsehserie, 5 Folgen)
- 2010: Letzter Moment
- 2011: Tatort: Altes Eisen
- 2011: Kehrtwende
- 2011: Der Mann auf dem Baum
- 2011: World Express – Atemlos durch Mexiko
- 2011: Bastard
- 2012: Ein starkes Team: Eine Tote zuviel
- 2012: Tatort: Das Wunder von Wolbeck
- 2012: Halbe Hundert
- 2013: Stiller Sommer
- 2013: Ein starkes Team: Die Frau des Freundes
- 2013: Heldt (Fernsehserie, 3 Folgen)
- 2014: Hüter meines Bruders
- 2015: Der Pfarrer und das Mädchen
- 2015: Die Füchsin: Dunkle Fährte
- 2016: Tatort: Kartenhaus
- 2016: Ein starkes Team: Tödliche Botschaft
- 2016: Tatort: Durchgedreht
- 2017: Tatort: Nachbarn
- 2017: Tatort: Wacht am Rhein
- 2017: Alarm für Cobra 11 – Die Autobahnpolizei (Fernsehserie, 3 Folgen)
- 2017: Wendy – Der Film
- 2018: Tatort: Mitgehangen
- 2018: Marie Brand und der Duft des Todes
- 2019: Tatort: Weiter, immer weiter
- 2019: Marie Brand und das Spiel mit dem Glück
- 2019: Helen Dorn: Nach dem Sturm
- 2019: Tatort: Väterchen Frost
- 2020: Tatort: Monster
- 2020: Helen Dorn: Atemlos
- 2020: Kein einfacher Mord
- 2022: Unter anderen Umständen: Mutterseelenallein
- 2022: Tatort: Vier Jahre
- 2022: Tatort: Liebe mich!
- 2023: Da hilft nur beten!
- 2023: Marie Brand und die Ehrenfrauen
- 2023: Tatort: Donuts
- 2023: Marie Brand und die falsche Wahrheit
- 2023: Unter anderen Umständen: Dämonen
- 2024: Tatort: Cash
- 2024: Tatort: Stille Nacht
- 2024: Tatort: Made in China
- 2025: Tatort: Abstellgleis